# Aimé-Georges Martimort
Aimé-Georges Martimort (* 31. August 1911 in Toulouse; † 20. Januar 2000 ebenda) war ein französischer katholischer Priester und Liturgiewissenschaftler.

## Leben und Werk
Aimé-Georges Martimort wurde 1934 zum Priester geweiht. 1937 wurde er in Toulouse zum Dr. theol. promoviert. 1937 und 1938 war er zu postgradualen Studien in Rom.
Von 1938 bis 1981 wirkte Aimé-Georges Martimort als Professor für Liturgiegeschichte und als Bibliothekar am Institut Catholique in Toulouse. Von 1967 bis 1970 war er dort Dekan.
1943 gründete Martimort zusammen mit anderen Theologen den Centre de pastorale liturgique (CPL, Zentrum für liturgische Pastoral) in Paris, ab 1965 Centre National de Pastorale Liturgique (CNPL, Nationales Zentrum für liturgische Pastoral) genannt. Dieses Zentrum leitete er von 1947 bis 1964 zusammen mit Aimon-Marie Roguet. Aimé-Georges Martimort lehrte am 1956 gegründeten Institut Supérieur de Liturgie in Paris. Er war Herausgeber und Hauptverfasser des weltweit verbreiteten liturgiewissenschaftlichen Handbuches L’église en prière („Die Kirche im Gebet“).
Zusammen mit dem Liturgiewissenschaftlichen Institut Trier organisierte Martimort von 1951 bis 1960 die Internationalen liturgischen Studientreffen, bei denen wichtige Vorarbeiten für die Liturgiereform des Zweiten Vatikanischen Konzils geleistet wurden. Er  war maßgeblich an der Erneuerung der römischen Liturgie durch die Konstitution Sacrosanctum Concilium beteiligt. In Vorbereitung auf das Konzil wirkte er ab 1960 als Konsultor. Als das Konzil 1962 begann, wurde er zum Peritus für dessen Liturgiekommission berufen. Zudem engagierte er sich in den Debatten über das Schema De ecclesia, aus dem schließlich die Dogmatische Konstitution Lumen gentium entstand. Ebenso energisch und unermüdlich leistete er Zuarbeit zu den Entwürfen für die Erklärung Dignitatis humanae über die Religionsfreiheit. Ab 1964 war er Berater des Consiliums zur Ausführung der Liturgiekonstitution, und zwar Relator von dessen Coetus IX – De structura generali Officii divini („Über die allgemeine Struktur des Stundengebetes“), einer Studiengruppe, die an der Erneuerung des Breviers und der Tagzeitenliturgie arbeitete.
1967 wurde Martimort zum Prälaten ernannt und 1984 zum Propst des Metropolitankapitels der Toulouse.